# 奧森·威爾斯
乔治·奥逊·威尔斯（英語：George Orson Welles，1915年5月6日—1985年10月10日）是一位集导演、演员、编剧、制片人和魔术师于一身的美国艺术家，因在电影、广播和戏剧领域创作出具有开创性的作品而广受赞誉。他被公认为是电影史上最伟大、最具影响力的电影人之一。
威尔斯在21岁时便为联邦剧场计划执导了一系列颇具影响力的舞台剧，包括1936年的《巫毒麦克白》和1937年的《风云时代》。他与约翰·豪斯曼共同创办了保留剧目剧院——水星剧院，该剧团于1937年至1941年间在百老汇上演了多部剧作，其中包括一部具有强烈政治色彩的戏剧《凯撒》。1938年，他的广播选集节目《空中水星剧场》为他登上国际舞台提供了契机。在节目中，他利用自己导演和解说的身份，改编了H·G·威尔斯的小说《星际战争》，使部分听众误以为地球真的遭到火星人入侵。这一事件使当时年仅23岁的威尔斯一举成名。
威尔斯执导的首部长片是《公民凯恩》，其在片中身兼编剧、制片人、导演三职，还亲自出演了主角查尔斯·福斯特·凯恩。该片一直被视为影史上最伟大的作品之一。影评人西西莉雅·艾格在《PM杂志》中评论道：“看过这部电影，就仿佛你以前从未真正看过电影。”此外，他后来执导的长片作品，包括《安培逊大族》、《奥赛罗》、《歷劫佳人》、《审判》以及《夜半钟声》等等，均获得影评界广泛赞誉。
他独特的导演风格体现在层次分明和非线性的叙事结构、戏剧性的灯光布置、独特的摄影角度、借鉴自广播的音效技巧、深焦镜头以及长镜头运用。由于其作品中所体现的强烈的作者性，使威尔斯成为作者论中“终极作者导演”的范式样本。威尔斯是好莱坞片场系统的局外人，早期曾与各大主要电影公司争取艺术控制权，后来主要依靠欧洲各地独立投资人的支持继续创作生涯。威尔斯曾获得一项奥斯卡金像奖和三项葛莱美奖，还荣获金狮奖、金棕榈奖、奥斯卡荣誉奖、AFI终身成就奖及英国电影协会会士等多项殊荣。2002年，他在英国电影协会组织的导演与影评人投票中被评为“史上最伟大导演”。2018年，《每日电讯报》将他列入“好莱坞最伟大演员”榜单。与威尔斯曾在电影《奥赛罗》中合作过的演员阿佛列·麦克·连摩尔曾这样评价威尔斯：“奥逊身上的勇气，如同他其他所有特质——想象力、自我中心、慷慨、冷酷、宽容、急躁、敏感、粗犷与远见一样，都是极为夸张且超乎寻常的。”:xxxvii

## 早年（1915-1931）

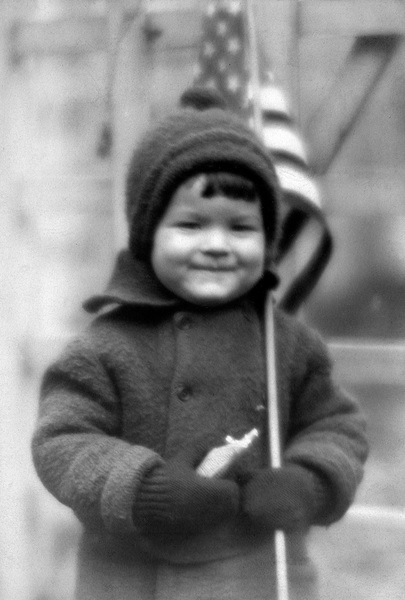
三岁的威尔斯的照片（1918年）

乔治·奥逊·威尔斯于1915年5月6日出生于美国威斯康辛州基诺沙，是理查德·海德·威尔斯:26与比阿特丽斯·艾维斯·威尔斯的儿子:602:9。他的名字取自其一位曾祖父奥逊·S·海德以及哥哥乔治·海德:37。
尽管威尔斯家境富裕，但在1919年父母分居并搬至芝加哥后，他仍经历了生活上的困苦。他的父亲曾因发明一种自行车灯而赚得一笔财富，但后来因酗酒成性而停止工作。母亲比阿特丽斯则是一位钢琴演奏家，师从知名钢琴家戈多夫斯基。曾为了维持自己与儿子的生计，在芝加哥艺术博物馆由艺术教育家杜德利·克拉夫特斯·沃森主持的讲座中担任钢琴伴奏。威尔斯的钢琴与小提琴课程也由她亲自安排。至于威尔斯的哥哥迪基，则因患有学习障碍被送入收容机构:7:326。比阿特丽斯于1924年5月10日，也就是威尔斯九岁生日那天，因罹患肝炎在芝加哥一家医院去世。
自从母亲去世后，威尔斯便放弃了音乐事业。人们决定让他在夏天前往纽约州五指湖的怀俄明村，到由莉迪亚·艾弗里·库恩利·沃德创办的私人艺术聚居地与沃森一家共同生活:8。在那里，他与阿迦汗三世的孩子们在一起玩耍。不久后，威尔斯迎来了他后来所称的所谓“混乱时期”：他与父亲以及莫里斯·伯恩斯坦（芝加哥的一名医生，也是威尔斯父母的挚友）一起住在芝加哥的一间公寓里:133。不久之后，他酗酒成性的父亲彻底退出商业活动，带着他前往牙买加和远东各地旅行。旅行归来后，他们在伊利诺伊州大迪图尔一家由他父亲经营的旅馆里定居。然而，这家旅馆后来毁于大火，父子二人只得再次开始四处漂泊的生活:9。

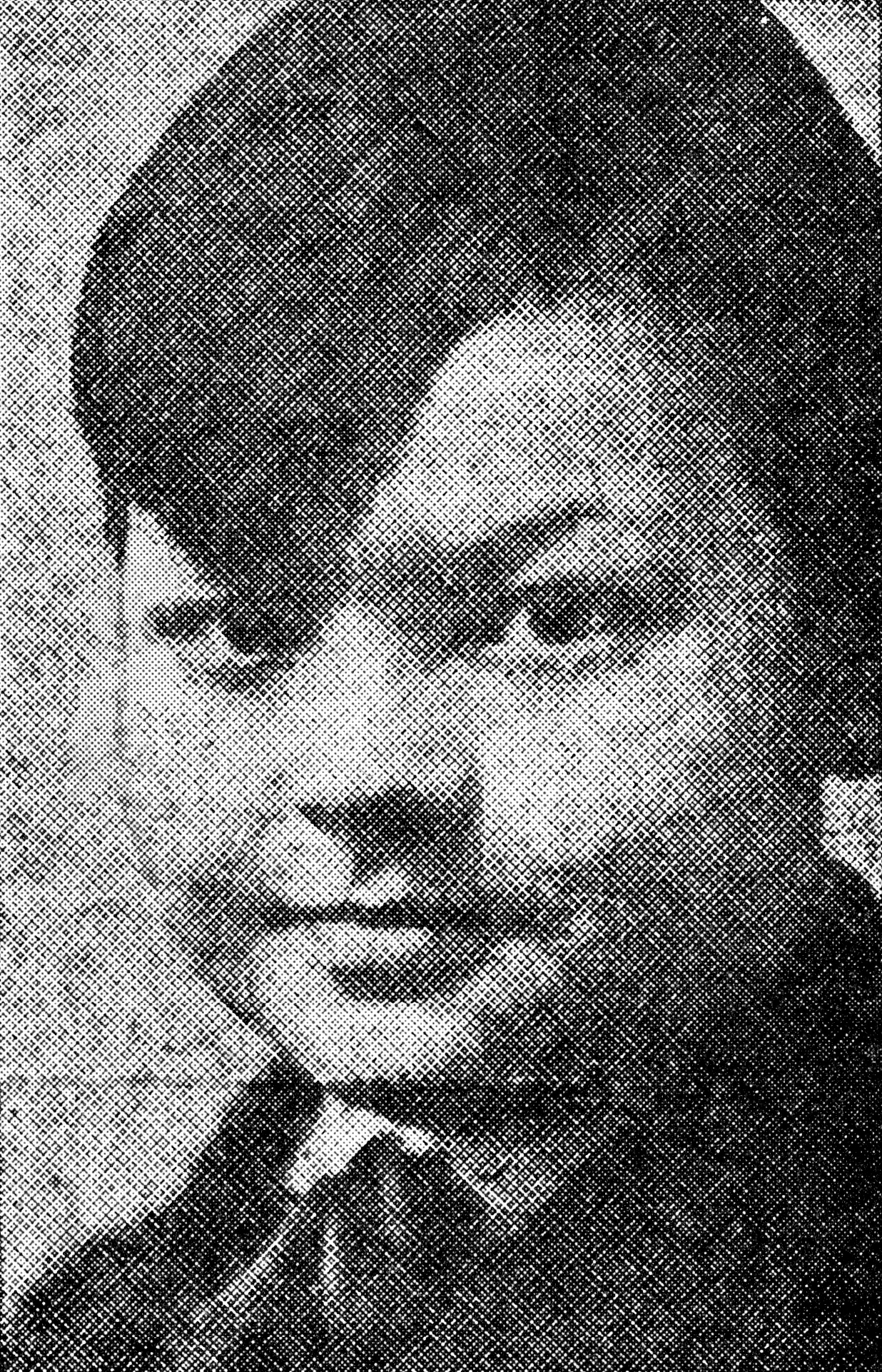
1926年的威尔斯

威尔斯曾就读于威斯康星州麦迪逊的一所公立学校，自四年级起开始在那里接受教育:9。1926年9月15日，他进入位于伊利诺伊州伍德斯托克的托德男子中学就读:3。该校是一所学费昂贵的私立学校，十年前他的哥哥理查德·艾夫斯·威尔斯（Richard Ives Welles）也曾在此就读，后因故被开除:48。在托德中学期间，威尔斯深受教师罗杰·希尔的影响。希尔为他提供了一个非正式且灵活的教育环境，使他能够专注于自身感兴趣的领域，这种自由探索的氛围对其后来的艺术创作产生了积极影响。就学期间，威尔斯积极投身戏剧创作，曾亲自策划并参与演出了多部戏剧，同时尝试运用多种戏剧形式进行实验。

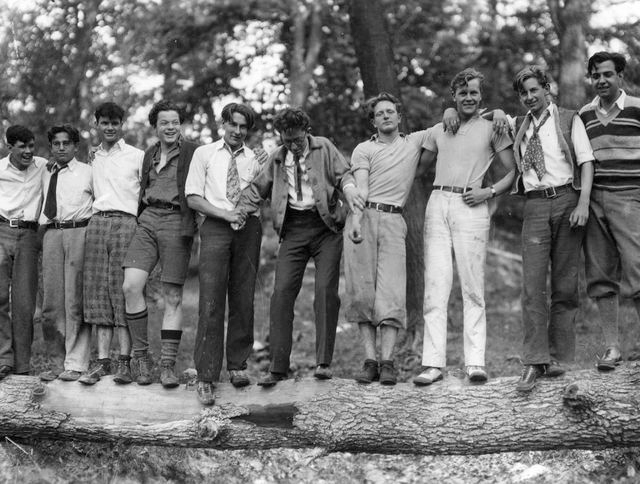
1931年，威尔斯（左四）与托德男子中学的同学在一起

1930年12月28日，威尔斯的父亲因心脏和肾功能衰竭，于芝加哥一家酒店去世，终年58岁。不久之前，威尔斯曾对父亲说过，除非他戒酒，否则自己将不再见他。这句话成为他们之间的最后告别。威尔斯终其一生为此深感内疚和痛苦，却始终无法表达。53年后，他在接受传记作家芭芭拉·利明采访时回忆道：“那是我最后一次见到他。我从未、从未……我不想原谅我自己。”:32–33, 463其父亲在遗嘱中允许威尔斯自行指定监护人。在罗杰·希尔婉拒担任这一职务后，威尔斯选择了莫里斯·伯恩斯坦:71-72。
1931年5月从托德学校毕业后:3，威尔斯获得了哈佛学院的奖学金。他原计划就读哈佛，但其导师罗杰·希尔建议他考虑申请康奈尔学院。然而，威尔斯最终选择出门旅行。其间曾在芝加哥艺术学院短暂学习，师从鲍里斯·安尼斯菲尔德:117，后者鼓励他投身于绘画创作:18。

## 早年职业生涯（1931–1935）

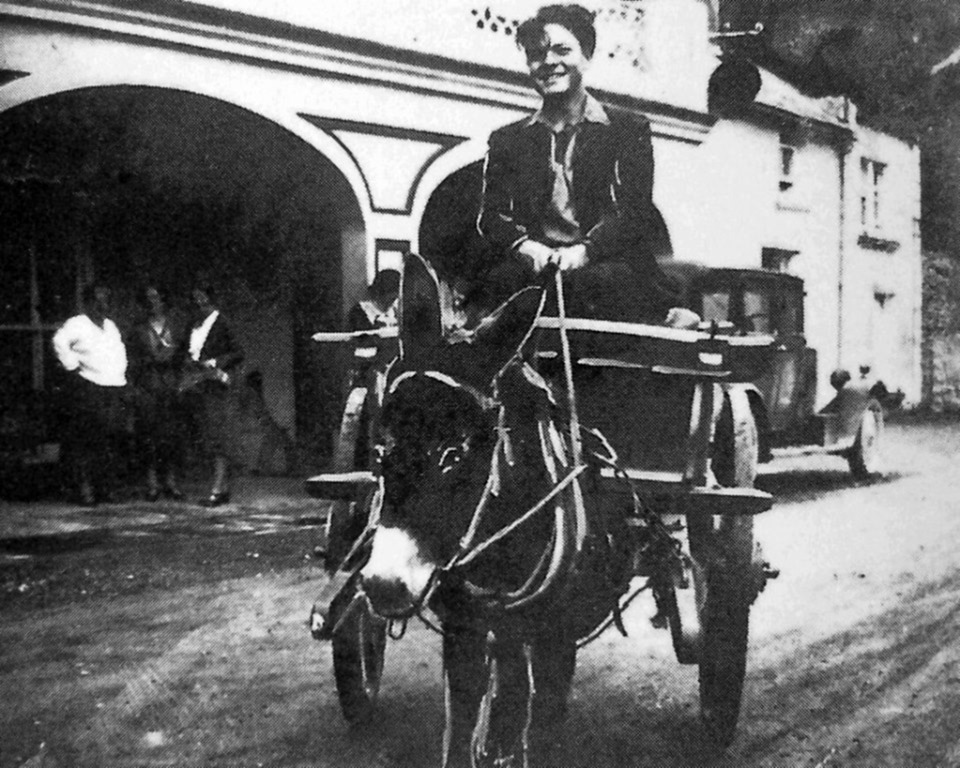
1931年，16岁的威尔斯在毕业之后开始了在爱尔兰和阿伦群岛的绘画和写生之旅，并乘坐驴车旅行。

父亲去世后，威尔斯用部分遗产前往欧洲旅行。他曾回忆道，自己在爱尔兰一边徒步旅行、一边作画的途中，来到了首都都柏林，走进盖特剧院并谎称自己是百老汇的明星，借此争取试镜机会。剧院经理希尔顿·爱德华兹事后表示，尽管当时并未相信威尔斯的话，但他大胆自信的态度以及充满激情的试镜表现给人留下了深刻印象:134。1931年10月13日，威尔斯在盖特剧院首次登台亮相，出演了阿什利·杜克斯根据德国犹太裔作家利翁·福伊希特万格的同名小说改编的戏剧《犹太人苏斯》，在剧中饰演符腾堡公爵卡尔·亚历山大一角。此后，他在该剧院的多部剧目中饰演配角，并亲自参与部分作品的策划、制作和舞台设计。1932年3月，威尔斯在都柏林的艾比剧院出演了由威廉·萨默塞特·毛姆创作的戏剧《周而复始》，随后前往伦敦寻求演出机会。但由于未能获得工作许可，因此不得不返回美国:327–330。
威尔斯很快意识到自己的成名只是昙花一现，便将重心转向托德学校的一个写作项目。该项目后来取得了巨大成功，其中最初出版的前三卷以《人人的莎士比亚》为题，后来该系列更名为《水星莎士比亚》。1933年春，威尔斯搭乘伊斯布兰森美国出口轮船公司的货轮“埃克瑟蒙特号”前往北非的摩洛哥，并在航行途中撰写了这一写作项目的前言。抵达后，他应塔米·埃尔·格劳伊之邀，前往格劳伊在丹吉尔附近的阿特拉斯山脉中的宅邸作客。
1933年，霍滕西和罗杰·希尔邀请威尔斯参加一次在芝加哥举行的聚会，他在会上结识了桑顿·怀尔德。怀尔德安排他前往纽约拜访亚历山大·伍尔科特，并借此机会向他介绍凯瑟琳·康奈尔，后者正在筹组一个巡回剧团, 计划开展为期七个月的跨洲巡演。康奈尔的丈夫，同时也是导演的格思里·麦克林蒂克当即与威尔斯签约，并安排他出演三部戏剧，分别是《罗密欧与朱丽叶》、《温波尔街的巴雷特一家》和《坎迪达》。三剧自1933年11月起轮换演出，首场在纽约州的布法罗登台，随后展开超过200场的全美巡演:330–331:46–49。
1934年，威尔斯在演员兼导演保罗·斯图尔特的介绍下，结识了导演诺尔斯·恩特里金，并因此获得了自己的第一份广播工作——在《空中美利坚学校》节目中担任配音演员:331。同年夏天，威尔斯与托德学校在伊利诺伊州伍德斯托克的歌剧院里联合举办了一场戏剧节，邀请都柏林盖特剧院的米歇尔·麦克·利亚莫尔与希尔顿·爱德华兹，以及多位纽约舞台明星共同出演剧目，其中包括《翠儿比》、《哈姆雷特》、《酒鬼》与《沙皇保罗》。此外，威尔斯还在伍德斯托克的一座旧消防站拍摄了他的第一部电影——一部名为《岁月之心》的时长八分钟的短片:330–331。
1934年11月14日，威尔斯在纽约与芝加哥名媛兼女演员弗吉尼亚·尼科尔森登记结婚:332。由于两人未经家人同意就结婚，引发了尼科尔森一家的强烈不满。为此，为了平息争议，双方于1934年12月23日在新泽西州新娘教母的豪宅中举行了一场正式婚礼:182。
凯瑟琳·康奈尔重新制作的《罗密欧与朱丽叶》于1934年12月20日在纽约的马丁·贝克剧院首演:331–332。这场百老汇演出使年仅19岁的威尔斯引起了戏剧制作人约翰·豪斯曼的注意。豪斯曼当时正为阿奇博尔德·麦克利什的一部诗体剧《恐慌》寻找担任首演男主角的演员:144–158。随后，威尔斯于1935年3月22日首次在CBS电台的节目《时代进行曲》中表演了《恐慌》中的一个片段。该表演随后被用作该剧的新闻报道内容:70–71。
到了1935年，威尔斯开始在曼哈顿担任广播演员，以补充他在剧院里的收入。他参与了多档广播节目的演出，包括《美国时间》、《美国纵览》、《哥伦比亚工作坊》和《时代进行曲》，并与许多后来成为他水星剧院核心班底的演员合作:331–332。批评家理查德·弗朗斯对此写道：“在首次登台不到一年的时间里，威尔斯就已跻身广播演员的精英行列，其薪资仅次于收入最高的电影明星。”:172

## 剧院生涯（1936-1938）

### 联邦剧院项目

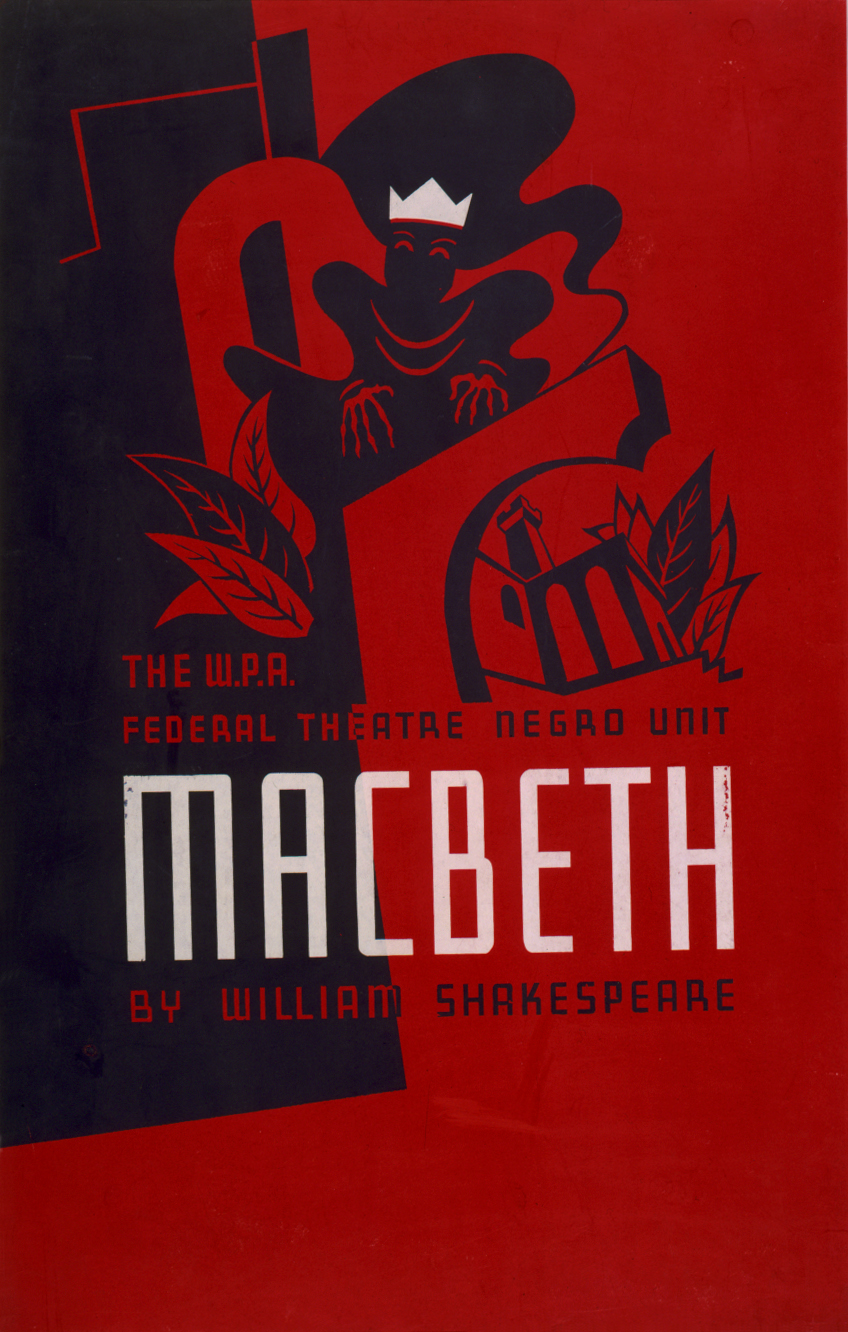
《巫毒麦克白（英语：Voodoo Macbeth）》（1936）
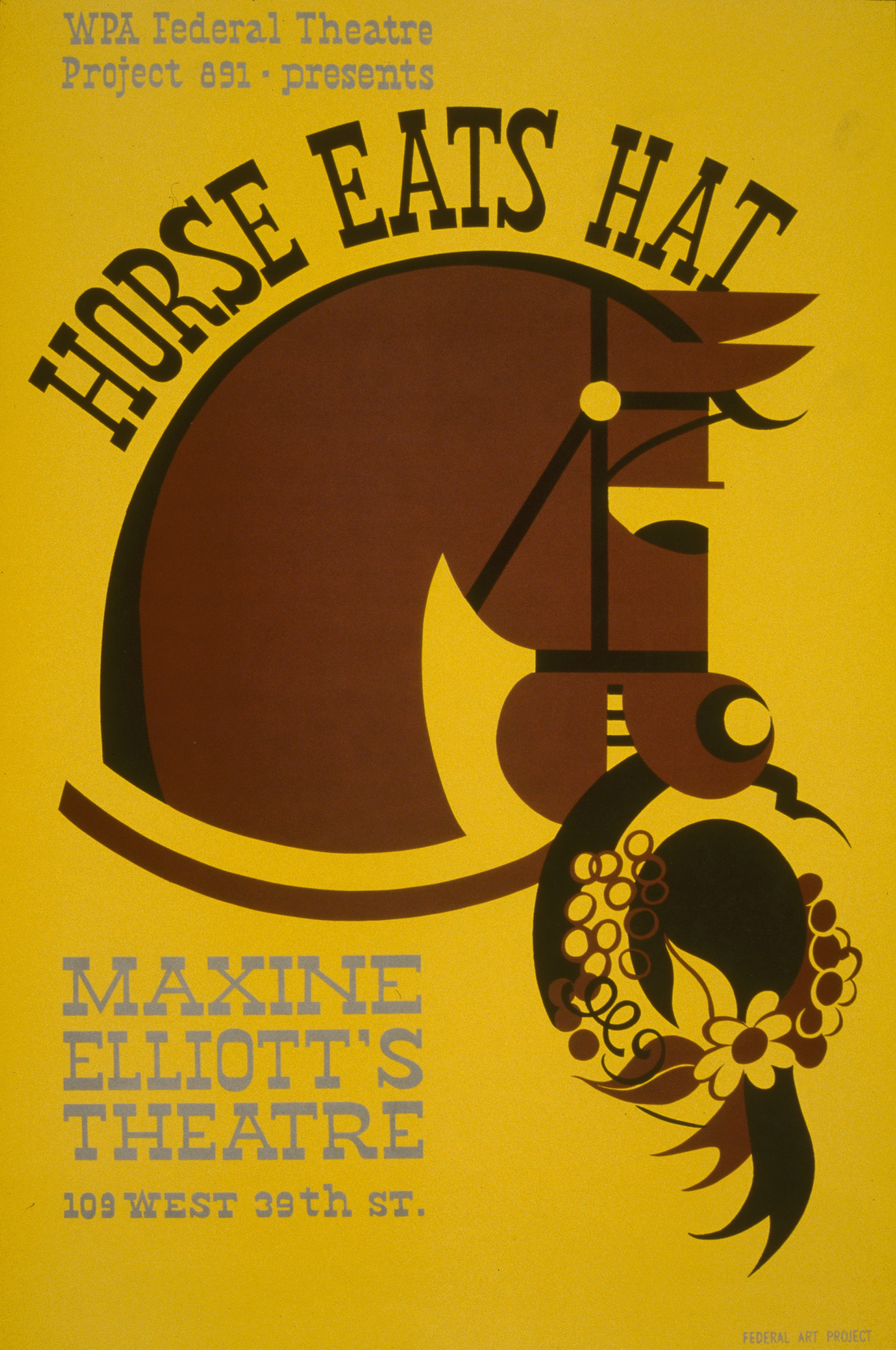
《意大利草帽（英语：Horse Eats Hat）》（1936）
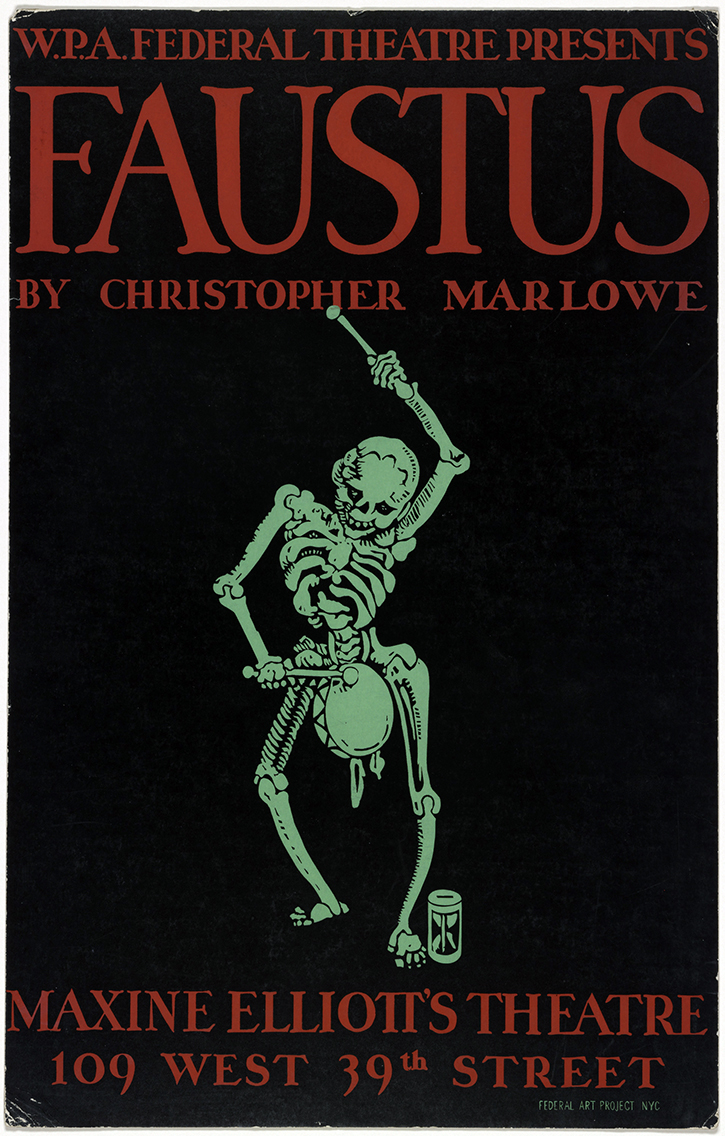
《浮士德博士悲劇》（1937）
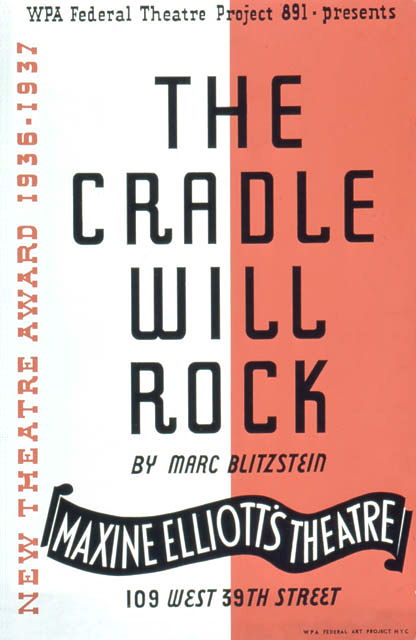
《大厦将倾（英语：The Cradle Will Rock）》（1937）

联邦剧院项目是罗斯福新政时期设立的一个项目，隶属于公共事业振兴署，旨在于大萧条期间资助戏剧及其他现场艺术演出和娱乐活动。该计划源于1935年的《紧急救济拨款法案》，主要目的是为艺术家、作家、导演及剧场工作人员提供就业机会。在项目主任哈莉·弗拉纳根的领导下，联邦剧院计划被打造成了一个具有全国性影响力的剧院体系，不仅推动了与现实紧密相关的艺术创作，鼓励实验与创新，而且还使数百万美国人首次有机会观看现场戏剧演出。
1935年，联邦剧院计划纽约分部下属的“非裔剧团”负责人约翰·豪斯曼邀请威尔斯加入该项目。尽管当时威尔斯并非失业状态，威尔斯还是加入了这个项目。凭借每周1500美元的广播节目收入，威尔斯将其中大部分资金投入到舞台剧制作中，从而绕开了繁琐的行政程序，使得剧目的筹备得以更加迅速和专业:11–13。
联邦剧院计划为威尔斯的艺术创作提供了理想的环境。由于该项目的核心目标是提供就业机会，威尔斯得以雇佣大量艺术家、工匠和技术人员，成功组建了一个庞大的演员团队:78。他执导的首部作品是根据莎士比亚的悲剧《麦克白》改编的舞台剧。这部作品因其独特的设定而被称为“巫毒麦克白”。威尔斯将背景设定在一个虚构的岛屿，灵感来自海地国王亨利·克里斯托夫的宫廷，并将原作中的苏格兰巫术元素替换为海地巫毒文化:179–180:86。该剧于1936年4月14日在哈莱姆的拉斐特剧院首演，反响热烈，20岁的威尔斯因此被誉为天才。此后，该剧进行了长达数月的全国巡演，行程大约4000英里，期间还在达拉斯的得克萨斯百年博览会上驻演了两周。
继《巫毒麦克白》之后，威尔斯与埃德温·登比合作，将1851年法国作家欧仁·马兰·拉比什与马克-米歇尔创作的五幕闹剧《意大利草帽》改编为英语剧《马吃帽子》。该剧自1936年9月26日至12月5日在纽约的马克辛·艾略特剧院上演，由约瑟夫·科顿主演:114:34。随后，威尔斯又创作了改编自《浮士德博士悲剧》的舞台剧版本，并于1937年1月8日至5月9日在同一剧院上演。该剧以黑暗舞台和灯光为主要视觉统一元素:335。
在联邦剧院计划之外，作曲家阿隆·科普兰曾邀请威尔斯执导歌剧《第二场飓风》。该剧面向高中生观众，并于1937年4月21日在纽约的显利街社区中心音乐学校首演，原定演出三场且如期结束:337。同年，威尔斯排演了由马克·布利茨斯坦创作的政治题材音乐剧《摇篮会摇响》，该剧原定于1937年6月16日在马克辛·艾略特剧院举行预演，但由于公共事业振兴署的预算削减，不仅导致该剧院被临时封锁，还禁止使用任何由联邦政府出资购置的道具和布景。面对这一突发状况，威尔斯临时决定将演出地点迁往20个街区外的新世纪剧院。为此，部分剧组成员与观众徒步前往新剧院。由于乐手拒绝以政府设定的非工会薪资在商业剧场演出，再加上演员工会坚持认为该剧属于联邦剧院计划项目的一部分，未经许可不得在其他场所演出。因此，最终只有作曲家布利茨斯坦登台演奏钢琴并介绍剧情，而部分演员则在观众席中完成表演。尽管该剧的演出形式简陋，但这场即兴演出仍然获得了观众的热烈反响。

### 水星剧院

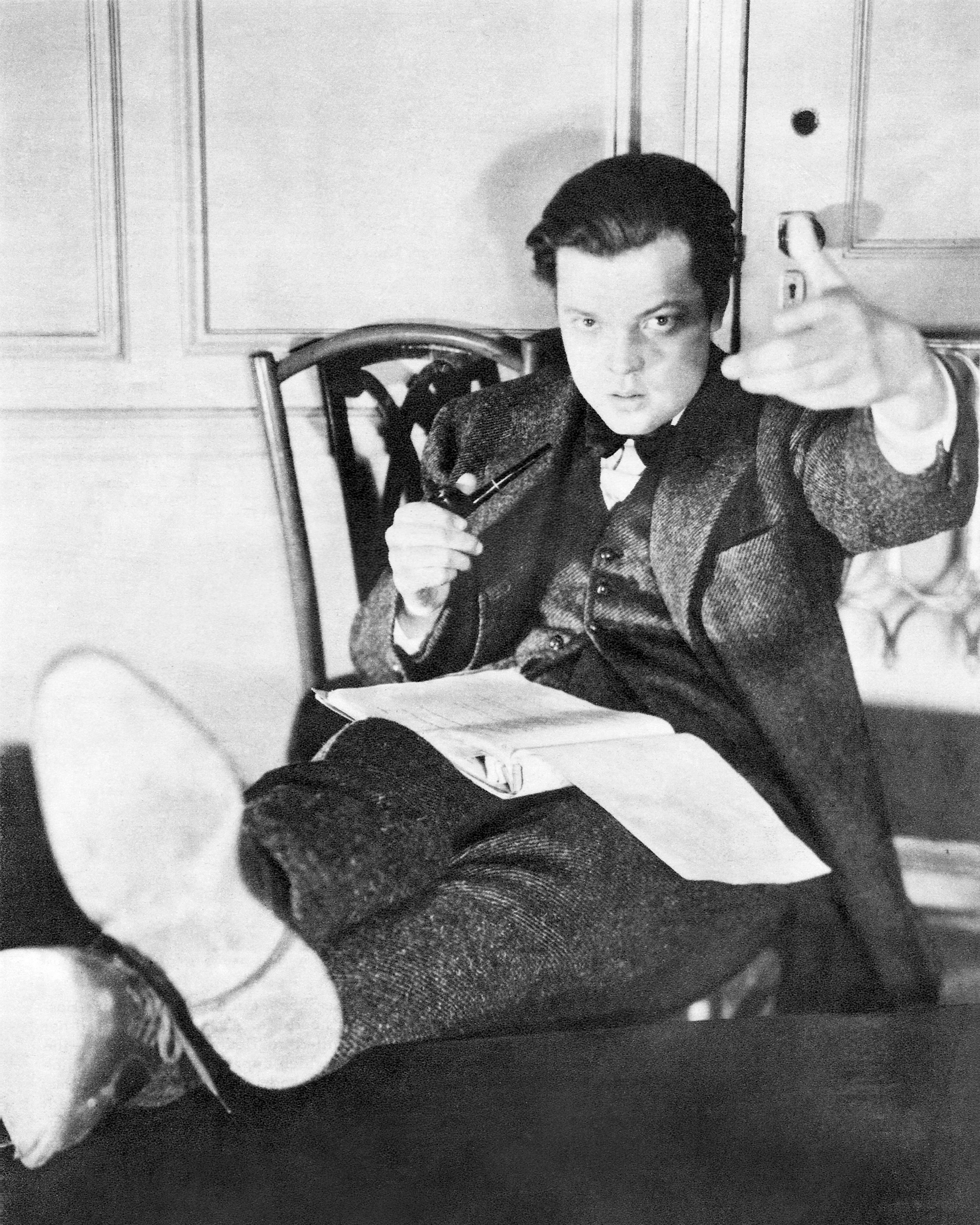
威尔斯在22岁时成为了当时百老汇最年轻的表演艺术家，他制作、导演并主演的改编剧《凯撒大帝 (水星剧院)》打破了该剧的所有演出纪录。

1937年，威尔斯与豪斯曼脱离联邦剧院计划，共同创办了一个名为水星剧院的剧团。这个名字的灵感来源于具有反主流和传统价值观的杂志《美国水银》:119–120。威尔斯担任该剧院的执行制片人。剧团的初创成员包括约瑟夫·科顿、乔治·科卢里斯、杰拉尔丁·菲茨杰拉德、阿琳·弗朗西斯、马丁·加贝尔、约翰·霍伊特、诺曼·劳埃德、文森特·普莱斯、斯特凡·施纳贝尔和海勒姆·谢尔曼等演员。
水星剧院于1937年11月11日首演了改编版的《凯撒大帝》，威尔斯将该影视剧改编为现代装反法西斯大戏。约瑟夫·科顿后来评价该剧“如此有力，如此具当代感，令百老汇震动”:108。舞台完全开放，没有幕布，背景是深红色的砖墙；场景转换仅通过灯光实现:165。舞台上设有一排高台，其中一块高台上刻有方格，格内装有由让·罗森塔尔（Jean Rosenthal）设计的直射灯，照明效果再现了纽伦堡党代会的“圣光大教堂”效果。诺曼·劳埃德回忆道：“他将剧本当作昨夜刚发生的政治大戏来导演。”
自1938年1月1日起，《凯撒大帝》与《鞋匠的假日》同场轮演，均移至更大的国家剧院演出。随后登场的剧目有1938年4月29日的《碎心客栈》和1938年11月5日的《丹东之死》:344。此外，《摇篮会摇响》不仅于1937年12月在水星剧院以删节版清唱剧形式呈现，还于1938年1月4日至4月2日在温莎剧院上演:340。水星剧院的巨大成功还使威尔斯于1938年5月9日登上《Time》封面，化妆成《碎心客栈》中的肖托弗船长，正值他23岁生日三天后。

## 广播生涯（1936-1940）

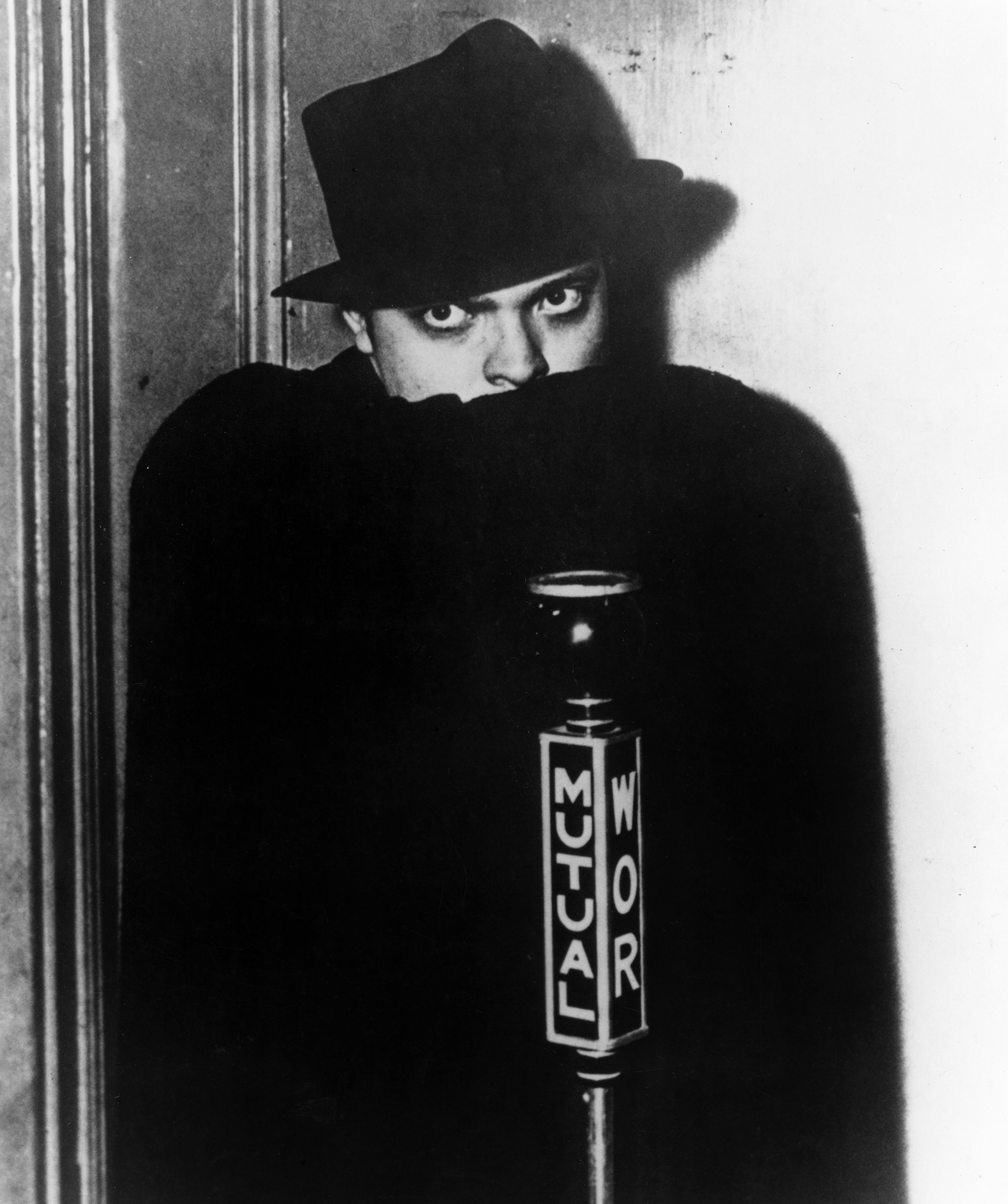
威尔斯曾为互动广播公司的《魅影奇俠》配音

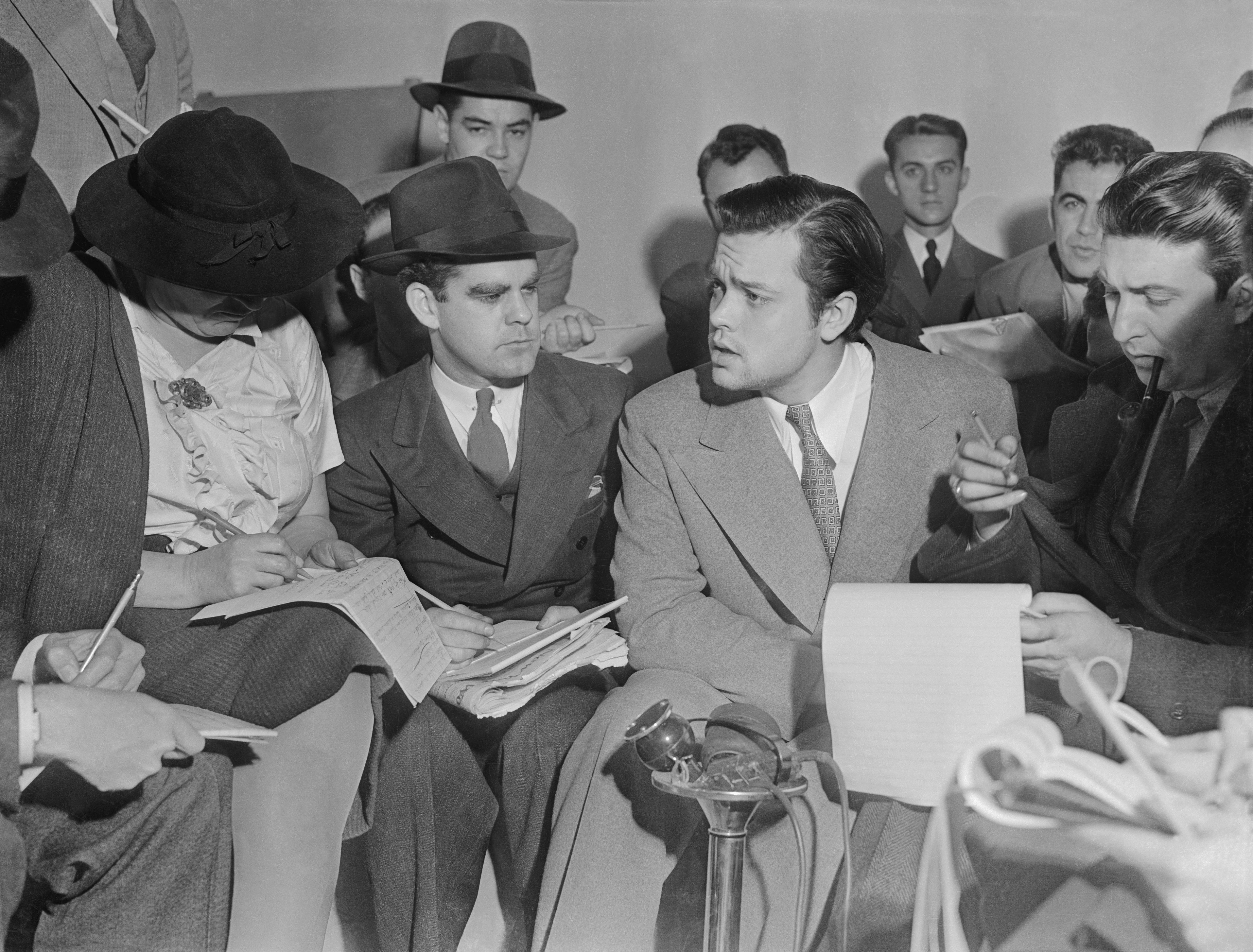
威尔斯在《世界大战》播出后的新闻发布会上（1938年10 月31日）

威尔斯是一位多产的广播表演者，身兼演员、编剧、导演与制片人等多种角色:77。1935年至1937年间，他活跃于各大广播录音棚，参与多个节目演出:172。1937年，威尔斯以编剧兼导演的身份为互助广播网制作了为期七周的广播剧《悲惨世界》，并首次在广播剧中引入旁白:338。此外，1937至1938年间，他还为广播剧《魅影奇俠》中的拉蒙特·克兰斯顿一角配音:83。
1938年，哥伦比亚广播公司邀请威尔斯制作《水星剧院广播剧》，这是一档为期13周的文学改编广播节目，配乐则由知名作曲家伯纳德·赫尔曼创作:46。其中，同年10月30日播出的剧集《世界大战》（改编自作家H·G·威尔斯的同名小说）凭借其逼真的新闻播报形式，意外引发了大规模听众恐慌，许多人看完这场节目之后误以为火星人真的入侵了地球。这一轰动性事件极大地提升了威尔斯的公众知名度。该节目自1938年12月起更名为《金宝汤剧场》，并获得了金宝汤公司的赞助。1939年，节目制作团队迁至洛杉矶，在此地又制作播出了20集。最终，威尔斯于1940年终止了与金宝汤公司的合同。

## 好莱坞（1939-1948）

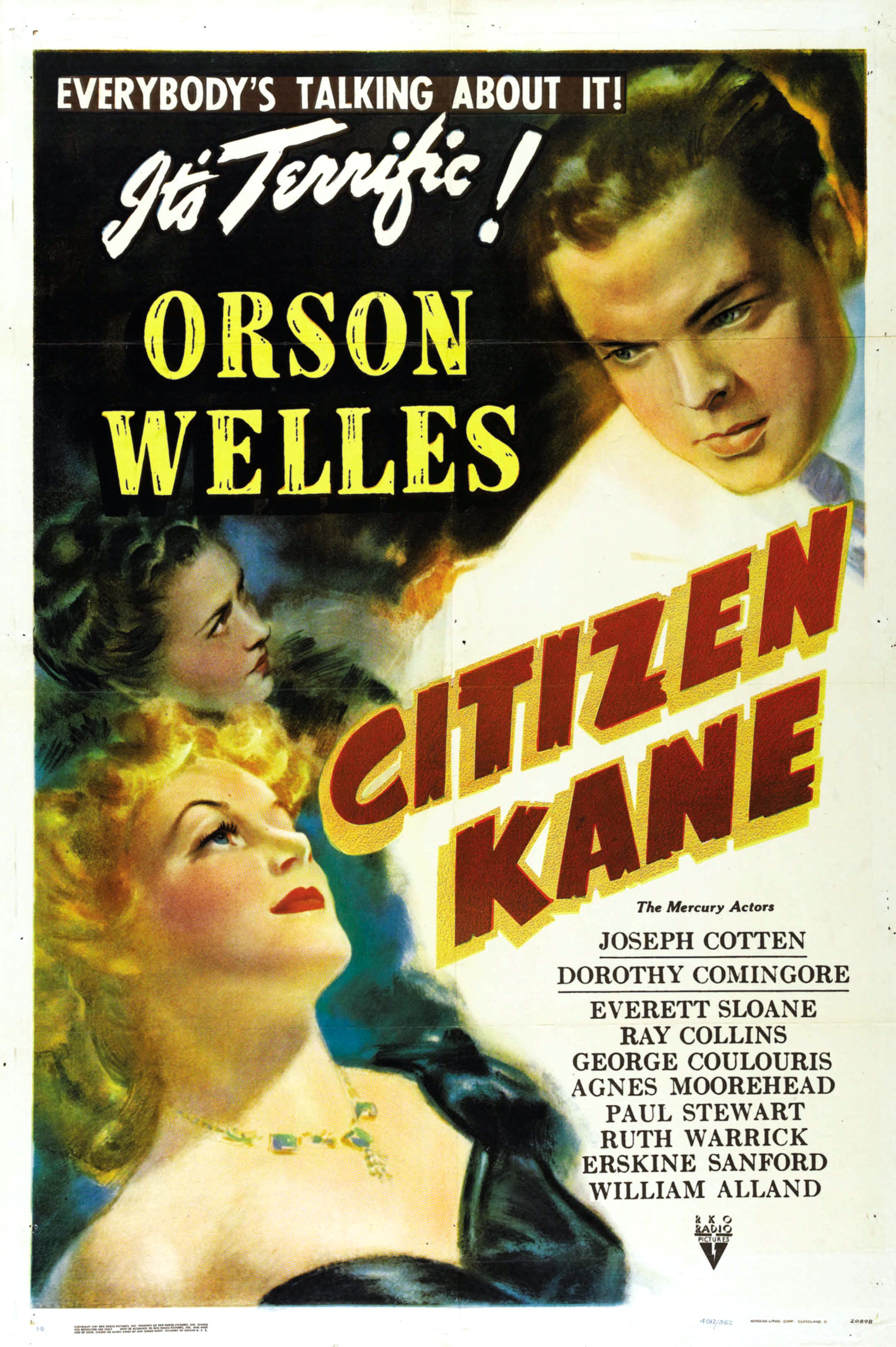
《公民凯恩》（1941）
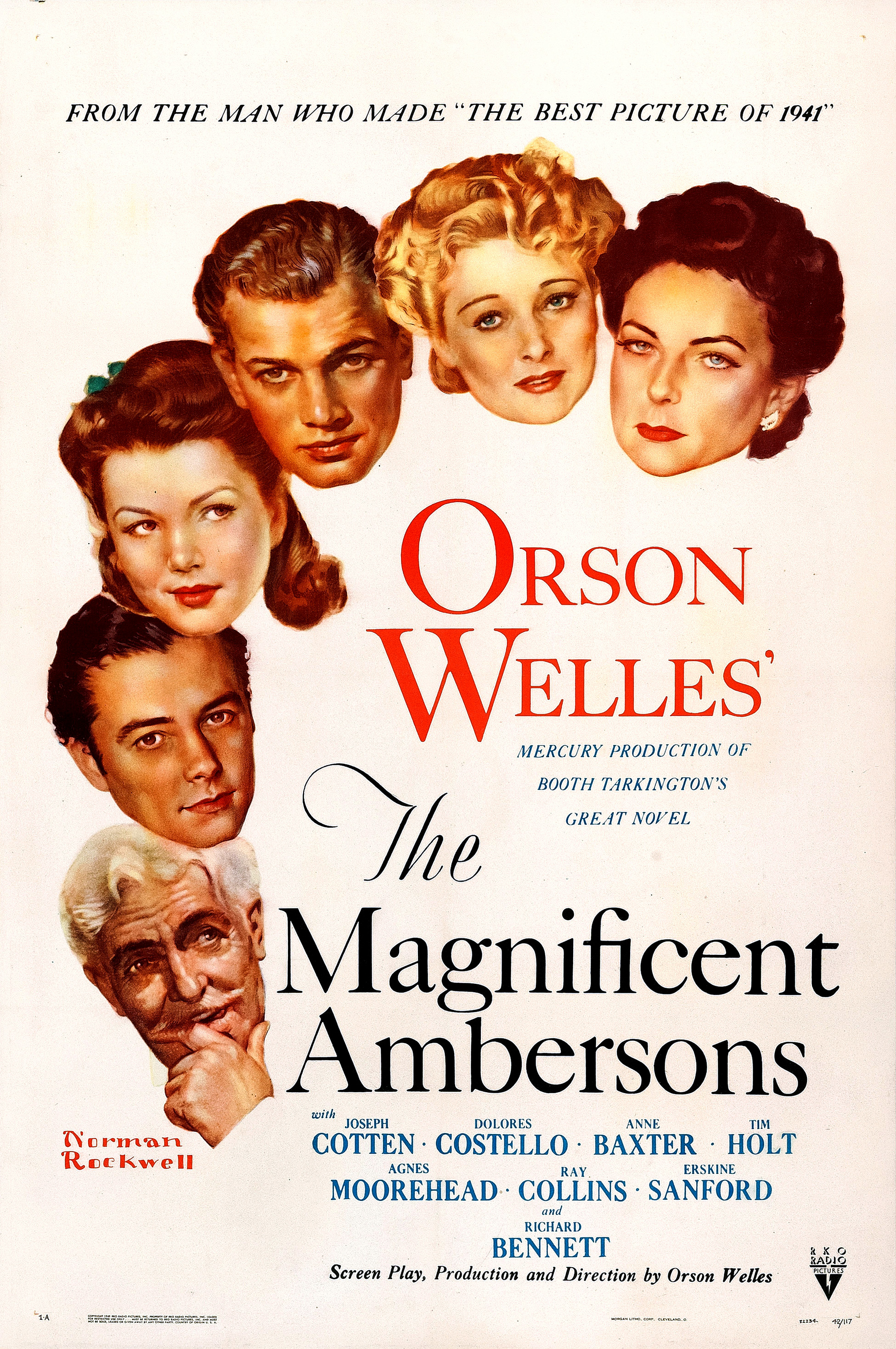
《安培逊大族》（1942）
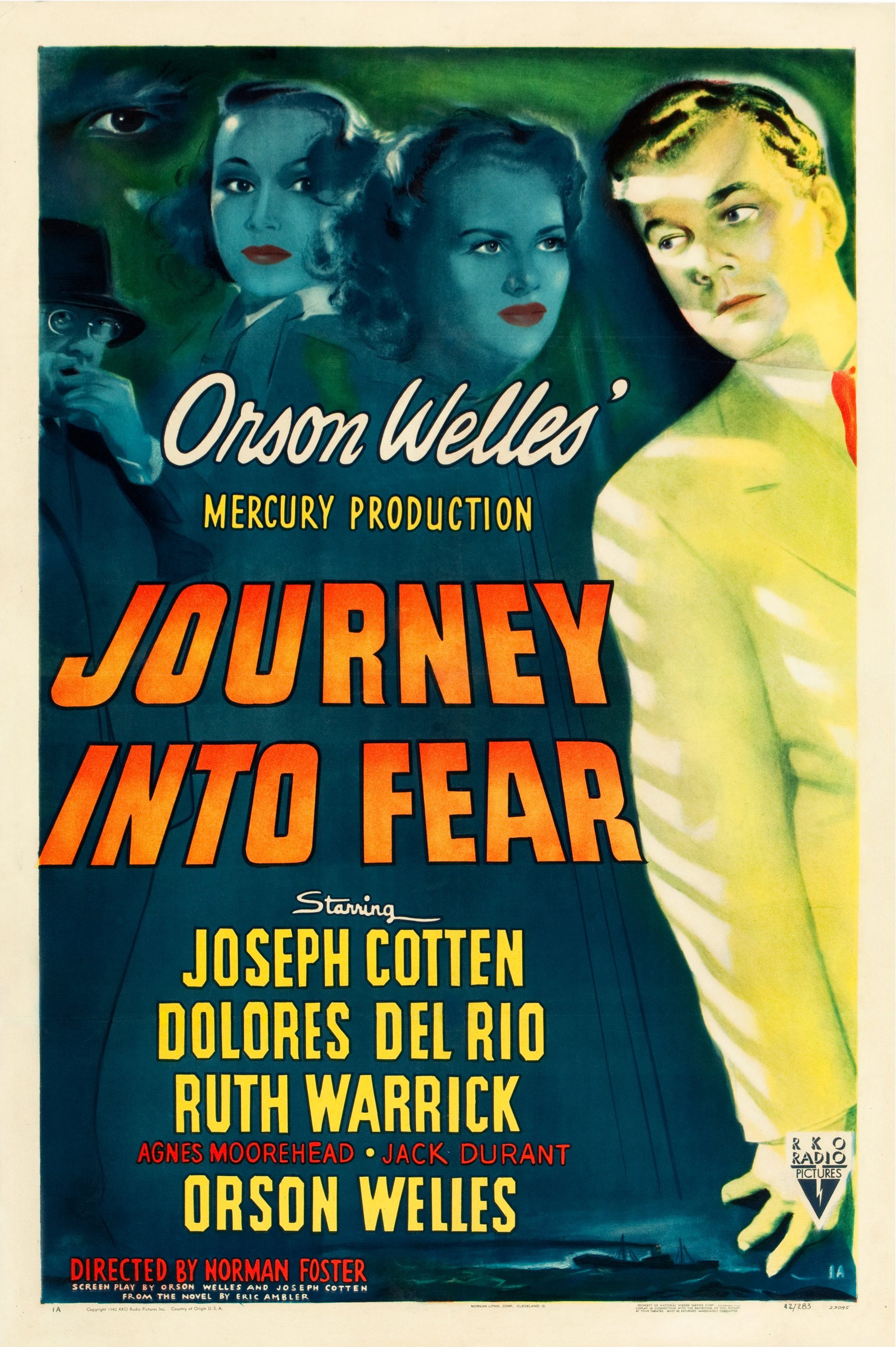
《恐懼之旅（英语：Journey into Fear (1943 film)）》（1943）
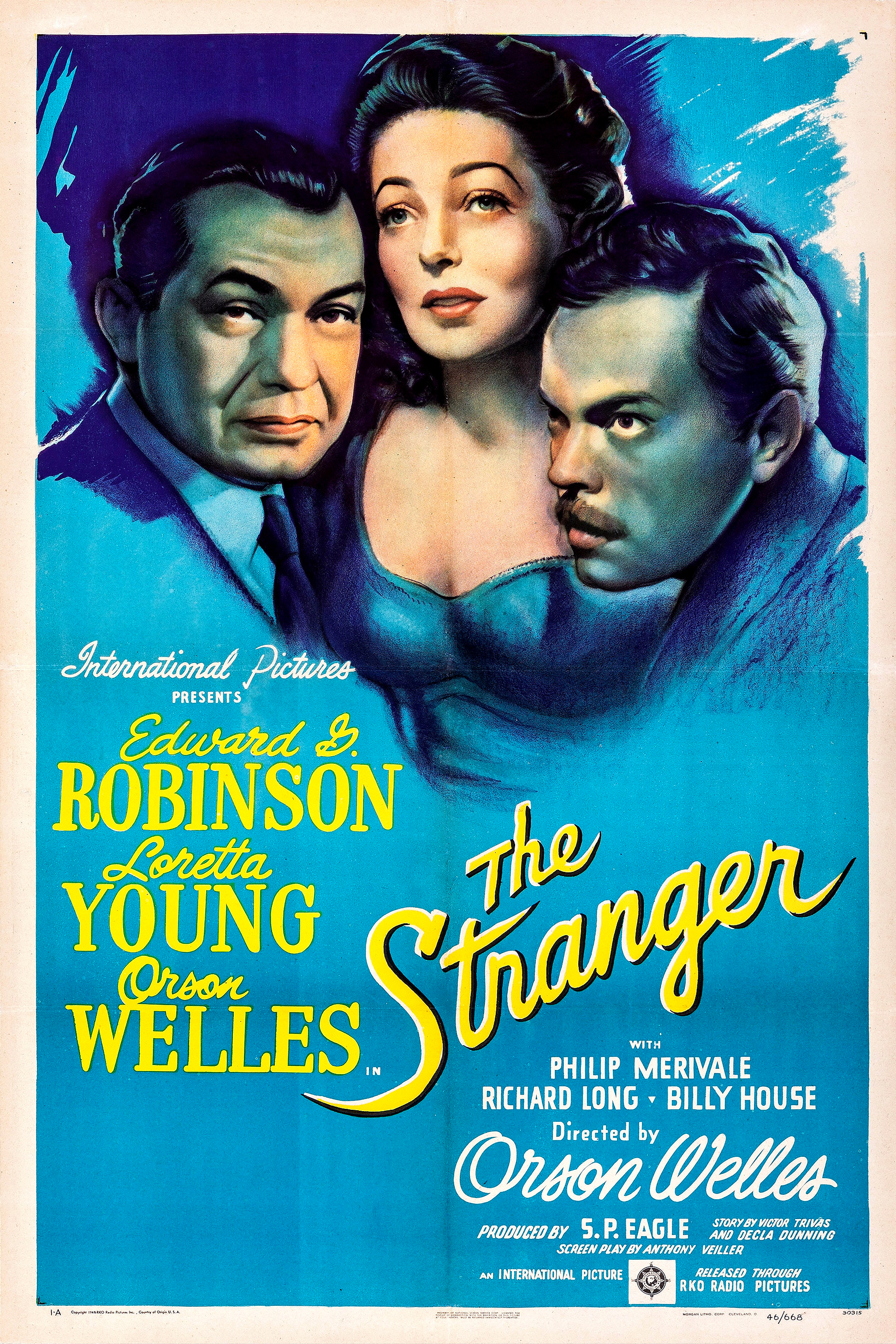
《陌生人》（1946）
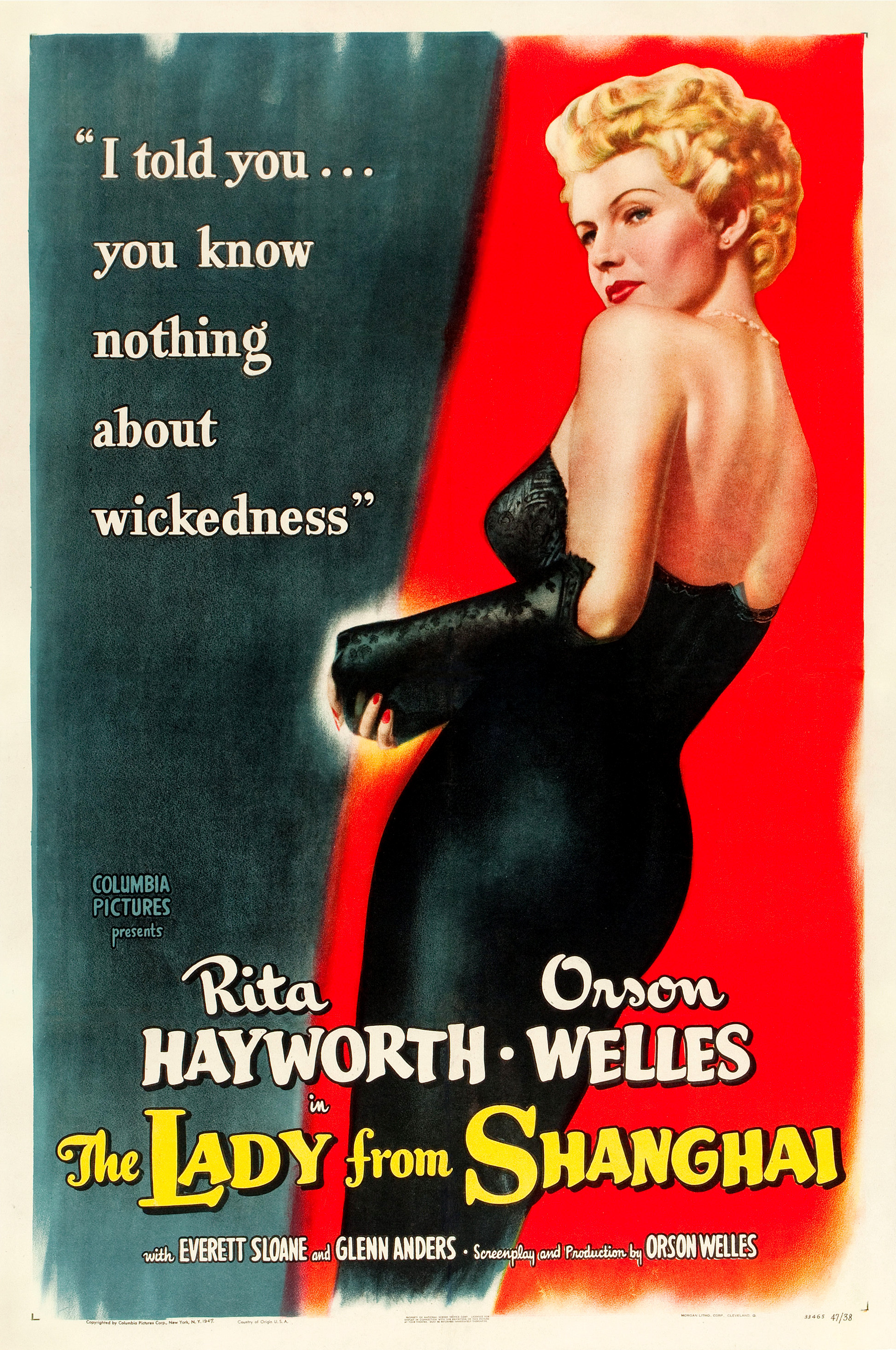
《上海小姐》（1947）
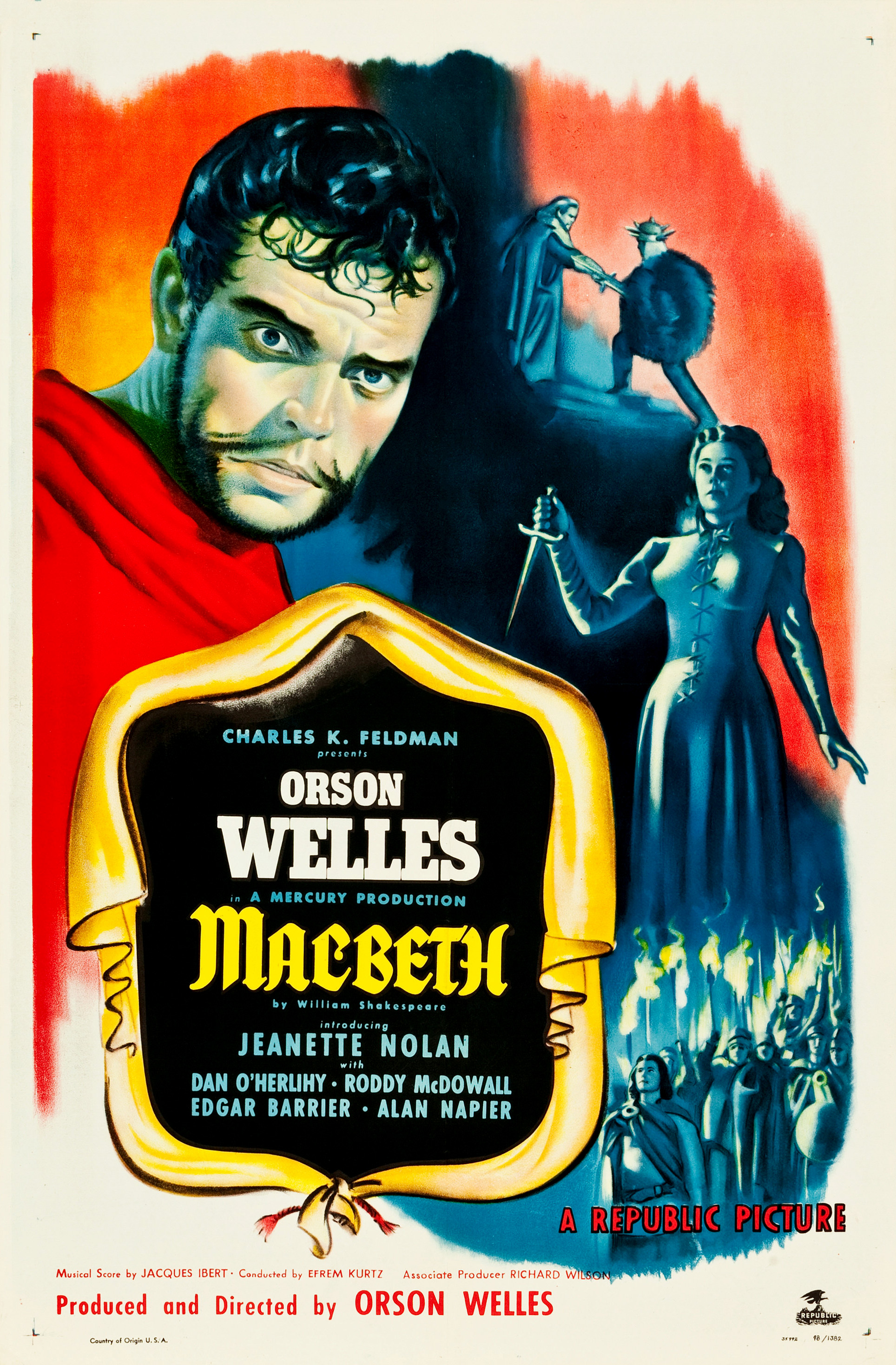
《麦克白（英语：Macbeth (1948 film)）》（1948）

### 公民凯恩（1941）
威尔斯于1939年与RKO影業签订了一份开创性合约，授予他两部影片的创作控制权和最终剪辑权。他执导的首部长片电影《公民凯恩》由他与赫尔曼·J·曼凯维奇共同编剧:16，并取材自美国报业大亨威廉·兰道夫·赫斯特的生平:231；影片凭借摄影指导格雷格·托兰德的深焦摄影与突破性的叙事结构，彻底革新了电影艺术。尽管影评界盛赞不绝，然而赫斯特发动的传媒攻势仍限制了其上映范围，致使该片票房平平。《公民凯恩》最终赢得奥斯卡最佳原创剧本奖，并在1962年至2012年间连续蝉联英国电影学会杂志《视与听》评选的“有史以来最佳影片”榜首。

### 安培逊大族（1942）
威尔斯在RKO影业执导的第二部影片《安培逊大族》改编自布思·塔金顿的同名小说，讲述了一个富裕家族的衰败。由于预算超支且试映反响不佳，RKO在威尔斯原本131分钟的版本中剪掉了43分钟，还在违背他意愿的情况下修改了片尾:1。尽管如此，该片仍斩获包括最佳影片在内的四项奥斯卡提名，并于1991年被列入美國家影片登記表。

### 战时工作
1942年，威尔斯受美洲事务协调办公室委任为美洲文化亲善大使，开始拍摄《一切为真》，这是一部旨在歌颂北美与南美文化的合集式影片。由于预算紧张及RKO高层人事变动，该项目最终被迫取消。与此同时，威尔斯还制作了多档爱国主题的广播节目，包括《你好，美洲人》和《无限云高》，为战争努力提供宣传支持。

### 陌生人（1946）、上海小姐（1947）和麦克白（1948）
威尔斯于1946年执导并主演的《陌生人》是一部以纳粹逃犯为题材的黑色电影，该片不仅提前完成且成本低于预算，首映时票房创下了他人生唯一的商业成功——以103万美元的制作成本收获了320万美元的票房。随后，他又为哥倫比亞影業执导了另一部黑色电影《上海小姐》，由他与丽塔·海华斯联袂主演，因片厂重度剪辑而删减了整整一小时的镜头，虽最初票房失利，却在后来成为黑色电影的经典。此后，威尔斯又为共和国影业拍摄了低成本莎士比亚戏剧《麦克白》的改编版，采用预录对白与程式化场景布景，尽管最初因苏格兰口音问题受到批评，却在欧洲赢得极大赞誉，尤其受到法国剧作家让·科克托的青睐。

## 欧洲时期（1948-1956）

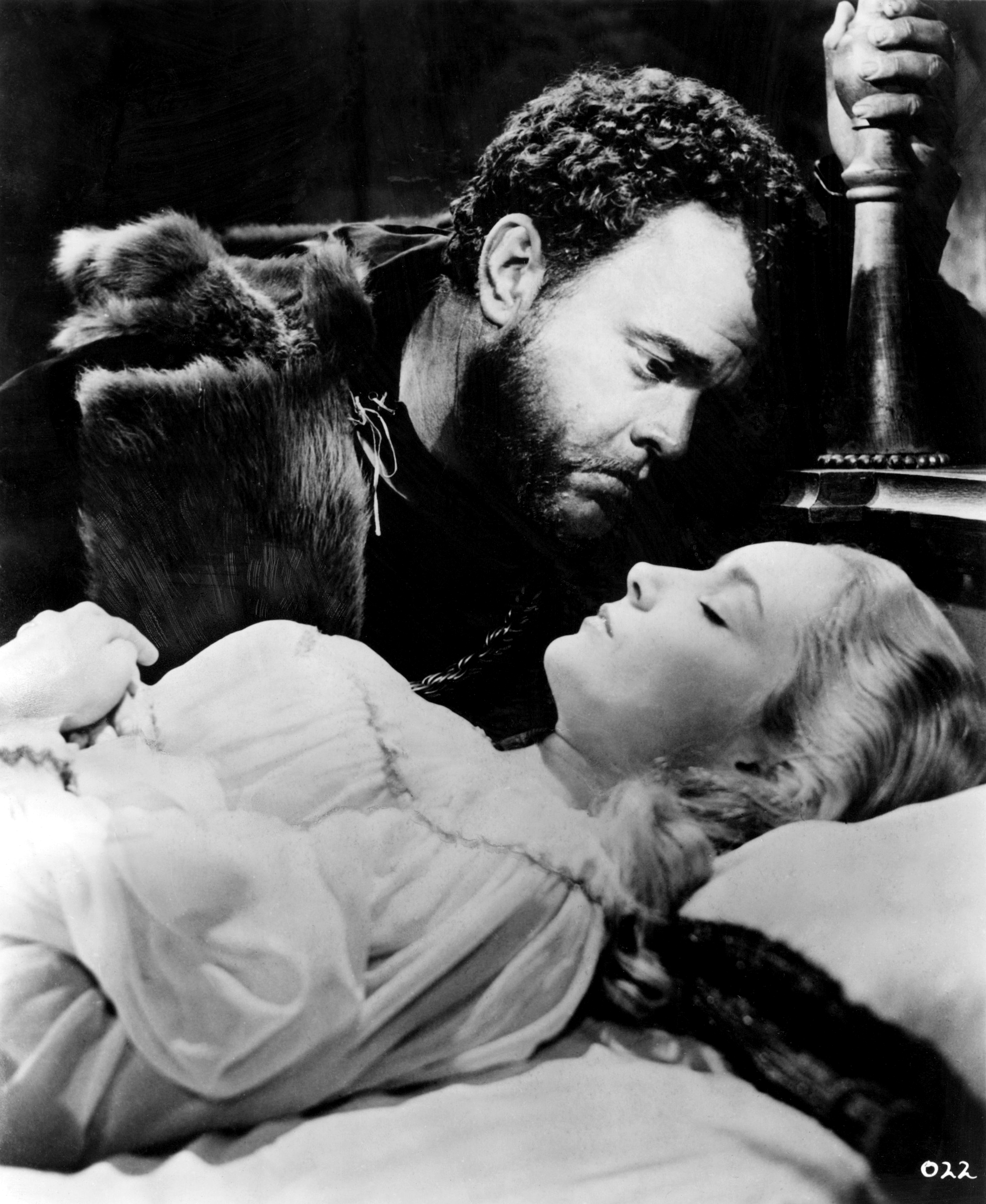
威尔斯与苏珊娜·克鲁蒂埃在1951年版《奥赛罗 (1951年电影)》中

在欧洲，威尔斯主演了多部重要影片，包括1949年的《黑魔王》、《黑獄亡魂》，以及《狐狸王子》。他自筹资金拍摄了《奥赛罗》，并在意大利与摩洛哥取景，尽管制作过程困难重重，改影片仍于1952年夺得戛纳影展的国际影展最高奖（金棕榈奖的前身）。1952年，威尔斯为广播剧《黑色博物馆》担任旁白，1953年又分别出演了BBC的《我的歌》和CBS的《李尔王》。1955年，他自编自导自筹的惊悚片《阿卡丁先生》问世，同年还为BBC执导了两部系列节目：《奥逊·威尔斯素描簿》和《跟随奥逊·威尔斯环游世界》。

## 重返好莱坞（1956-1959）

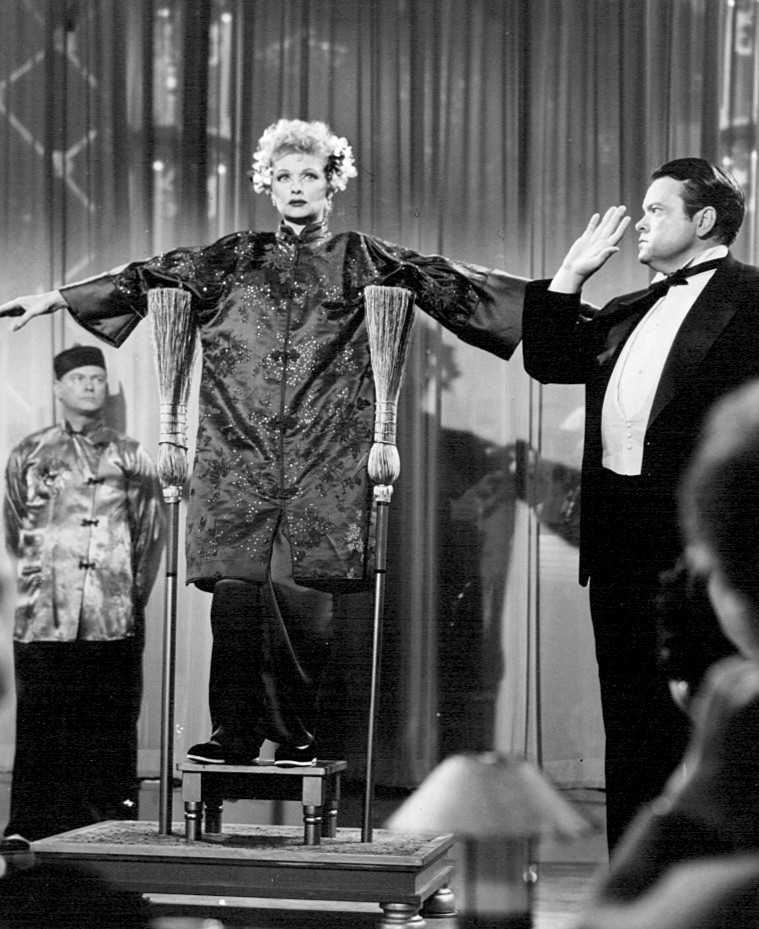
威尔斯和露西尔·鲍尔在《我爱露茜》中的演出

1956年，威尔斯重返好莱坞，执导了电视试播片《青春之泉》，该片赢得了皮博迪獎。并客串出演了《我爱露茜》。1958年，他又执导并联袂主演了《歷劫佳人》，创造出一部黑色电影杰作。虽然环球影业曾对该片进行重剪，但剪辑师沃尔特·默奇在1998年却按照威尔斯的原始构想完成了修复版本:175–176。同时，从1957年起，他开始拍摄《堂吉诃德》，这是一个断断续续进行、未能完成的项目。

## 重返欧洲（1959–1970）

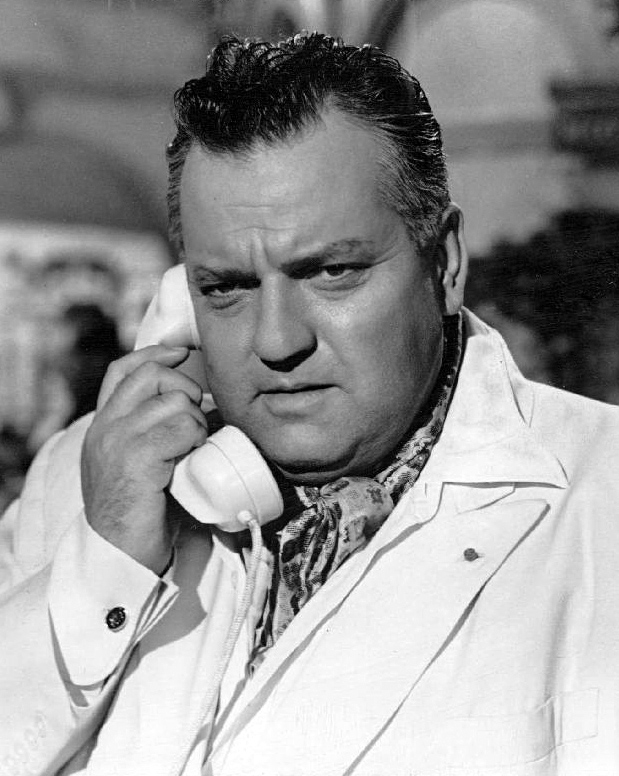
威尔斯在电影《破鏡驚魂》中的剧照（1960）

威尔斯在西班牙和意大利继续拍摄《堂吉诃德》，并主演了《大卫与歌利亚》等影片。1962年，他在巴黎执导了根据卡夫卡同名小说改编电影的《审判》。1965年，他在西班牙拍摄的莎士比亚史诗《夜半钟声》，被他视为最得意之作。1966年，他又为法國電視台执导了《不朽的故事》。此后，他拍摄了1968年的CBS特别节目《奥逊的乐队》，但最终未能完成。

## 晚年职业生涯（1970–1985）
1970年，威尔斯再次回到好莱坞，着手拍摄《风的另一边》，这部未完成的影片直到2018年才得以上映。四年后又创作并主演了电影随笔《伪作》，其在此片中探讨艺术伪造:443。他在晚年时也参与了一些影视剧和纪录片的创作和制作工作，包括客串电影《谁来爱我》。

## 逝世与遗产
1985年10月10日，威尔斯因心脏病发作在洛杉矶逝世。1987年，他的骨灰被安葬于西班牙龙达。他的追思会在美国导演工会举行。威尔斯以深焦、长镜头与叙事创新著称，对后世导演如弗朗索瓦·特吕弗等影响深远。《公民凯恩》、《午夜钟声》与《恐惧角》堪称其代表作。他曾获颁奥斯卡荣誉奖、美国电影学会终身成就奖及法国荣誉军团勋章等奖章。

## 个人生活

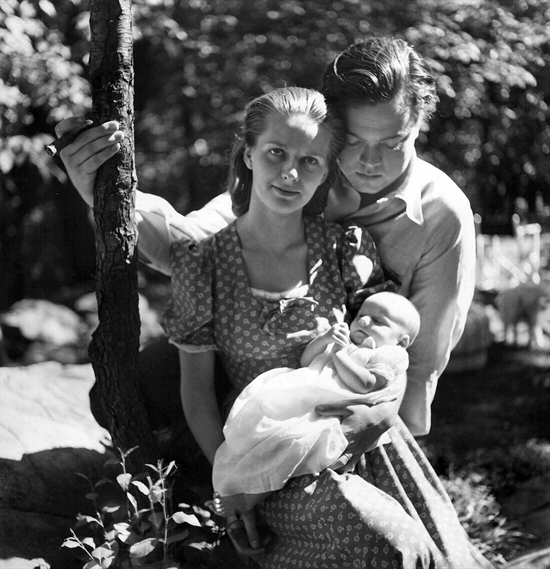
1938年，威尔斯与当时的妻子维吉尼亚·尼科尔森及女儿克里斯托弗·马洛·威尔斯在一起

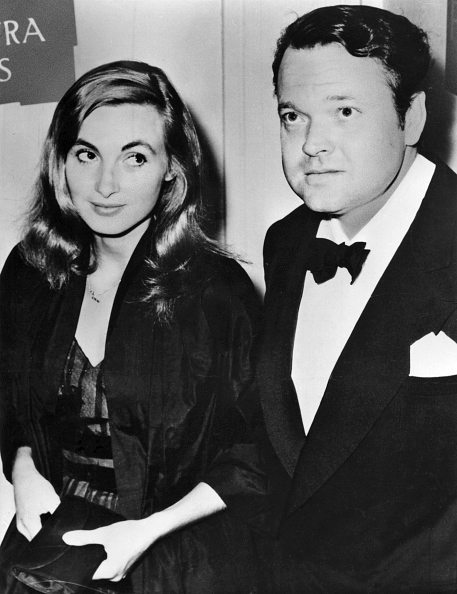
1955年9月，婚礼前几天的威尔斯与未婚妻保拉·莫里

威尔斯先后与维吉尼亚·尼科尔森:332、丽塔·海华斯以及保拉·莫里结婚，并育有女儿比阿特丽斯·威尔斯:419。自1966年起，他与导演兼演员奥雅·科达保持长期伴侣关系:255–258。威尔斯身材高大，声线浑厚，但晚年饱受肥胖等健康问题困扰:144:12:329。他信奉无神论；在政治上倾向进步主义，反对种族主义:295–297:46。